# Bischofferode (Am Ohmberg)

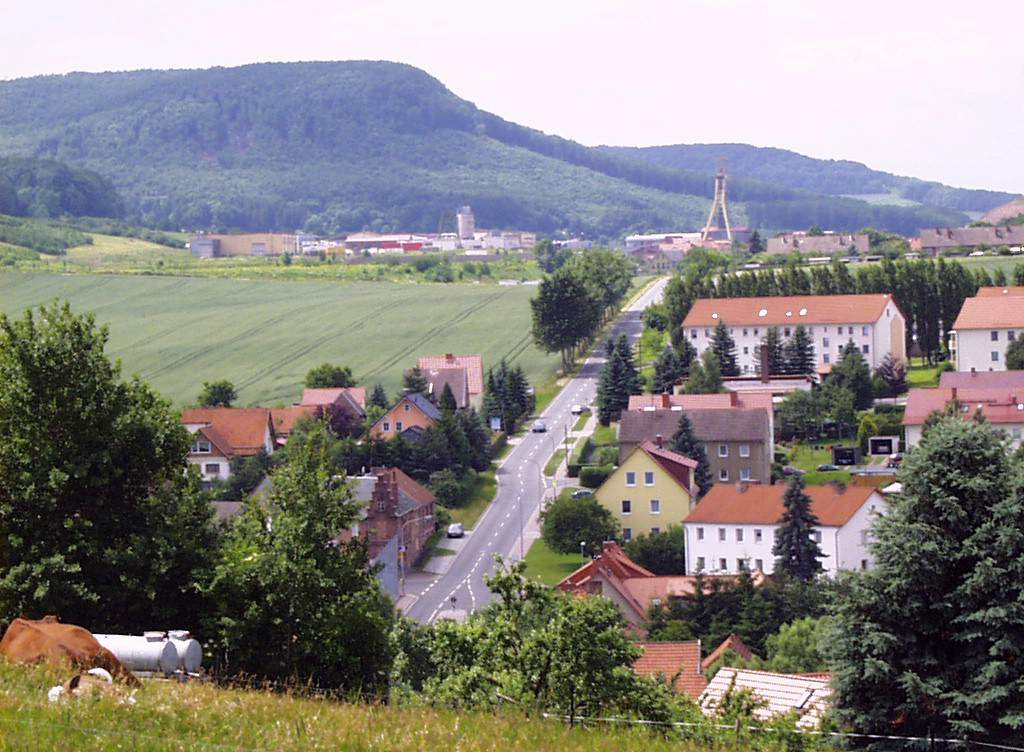
Blick vom Hühnerberg

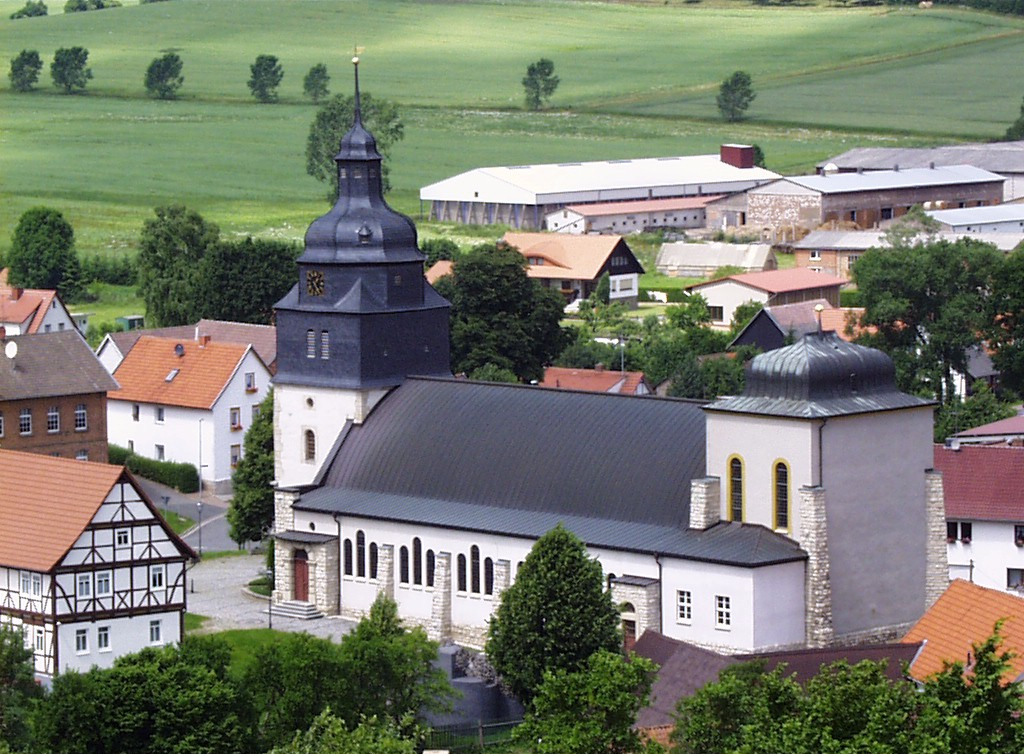
Kirche „Maria Geburt“

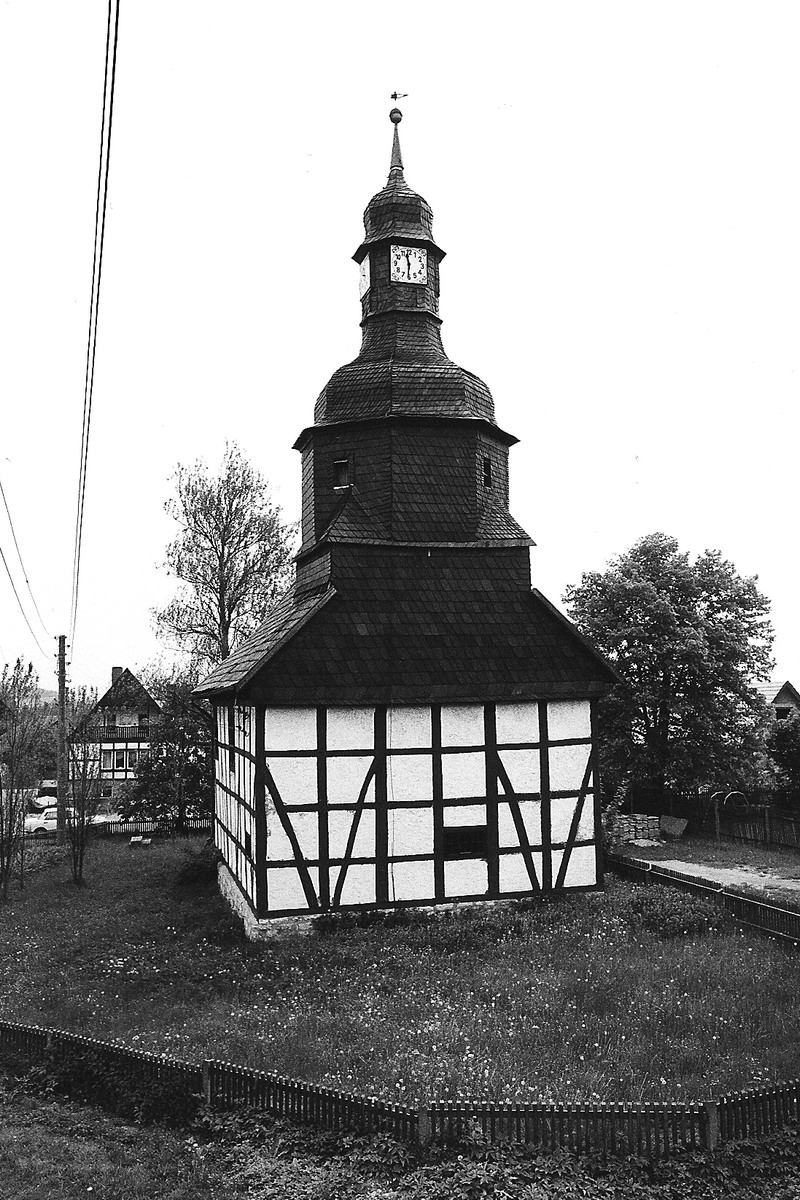
Trinitatiskirche Hauröden

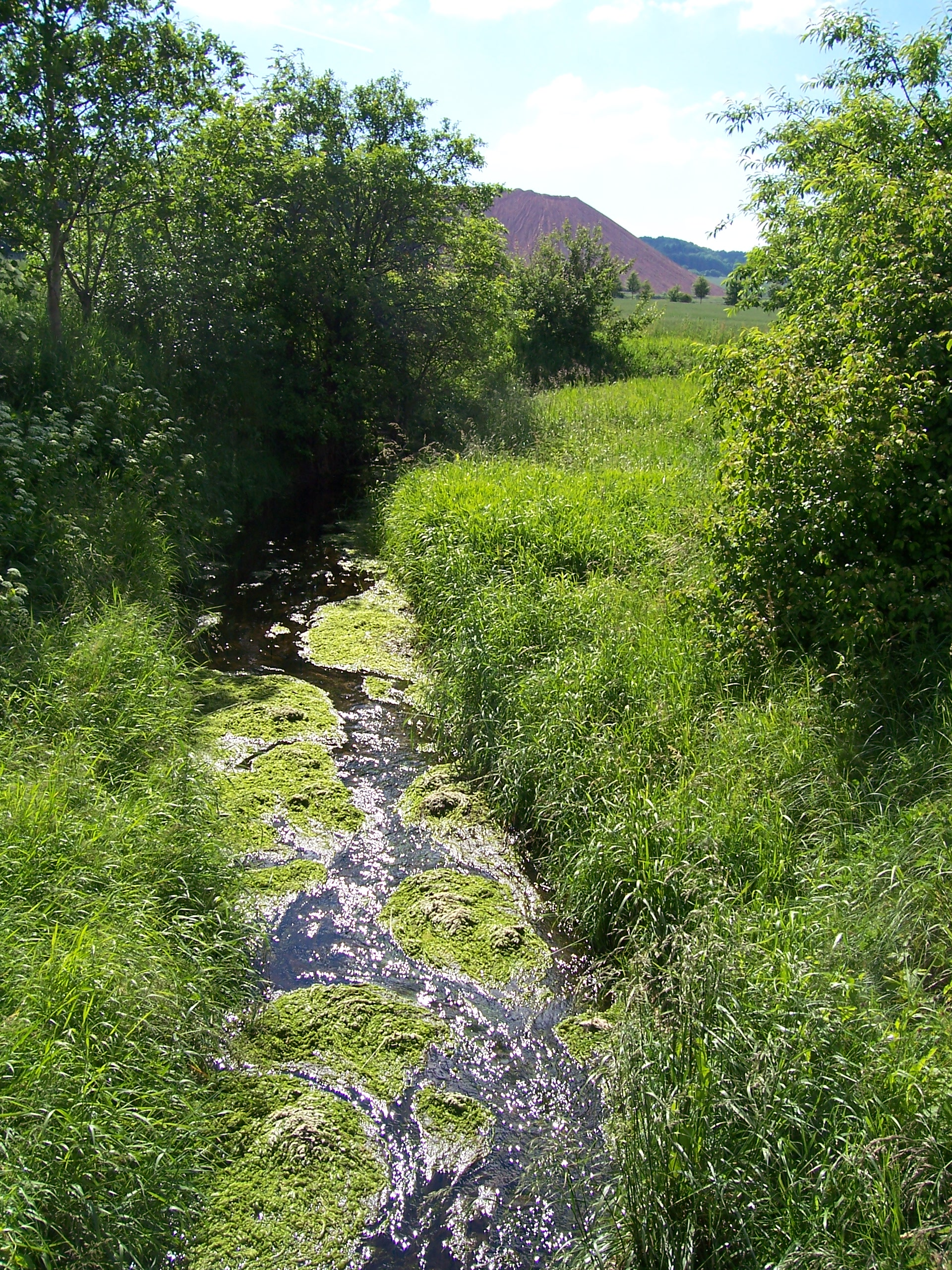
Die Bode in Bischofferode Richtung Holungen

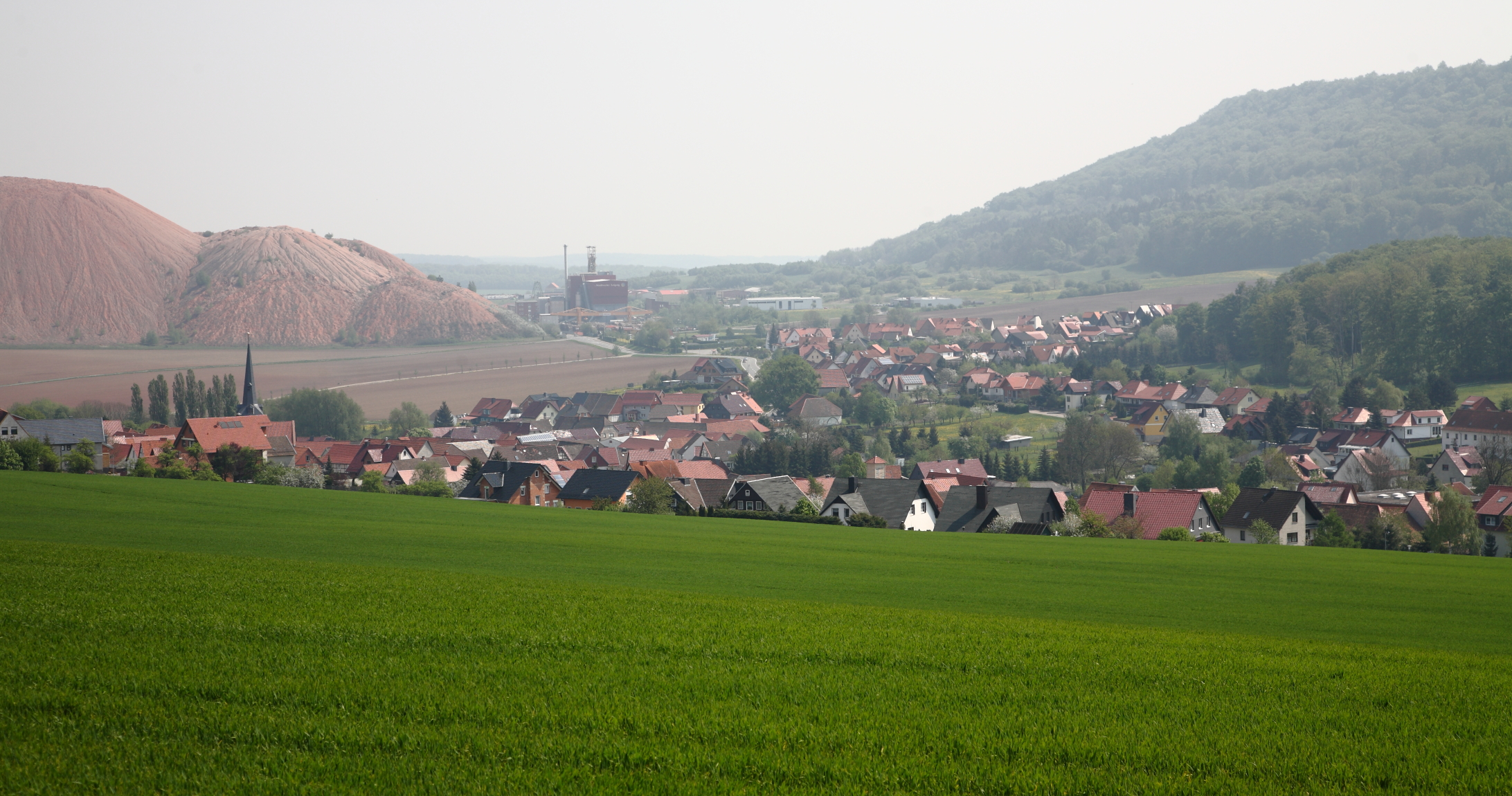
Die Ortschaft Holungen und die Ortschaft Bischofferode (links im Hintergrund die Kali-Abraumhalde).

Bischofferode ist ein Ortsteil der Landgemeinde Am Ohmberg im thüringischen Landkreis Eichsfeld. Bis 1993 war der Ort ein Zentrum des Kalibergbaus.

## Geografie
Bischofferode liegt an der Bode, im nördlichen Teil des Eichsfeldes nahe der Grenze zu Niedersachsen. Der Ort befindet sich etwa 25 Kilometer (Luftlinie) nordöstlich der Kreisstadt Heilbad Heiligenstadt am Nordrand des Ohmgebirges. Umgeben von Bergen verfügt der Ort Bischofferode selbst nur über einen geringen Waldanteil.
Höchste Erhebungen sind der Ohmberg (528,7 m ü. NN), dessen bewaldete Gipfelregion gehört jedoch zum Nachbarort Haynrode. Der Hühnerberg (349,9 m ü. NN), der Hasenberg (343,4 m ü. NN) und der Große Heuberg (mit dem südlichen Ausläufer des Häuserberges) (389 m ü. NN) sind ebenfalls bemerkenswert. Der Fluss Bode fließt durch den Ort.

### Ortsgliederung
Zu Bischofferode gehören die Ortsteile Bischofferode, Hauröden und die aus einer Werkssiedlung des Kalibetriebs hervorgegangene Thomas-Müntzer-Siedlung. Früher gab es in der Gemarkung Bischofferode die Wüstungen Wenigenbischofferode, Husen und Popperode.

## Geschichte
Die erste nachweisbare urkundliche Erwähnung von Bischofferode stammt aus dem Jahr 1124 im Zusammenhang mit der Entstehung des Klosters Gerode. Dieses wurde um das Jahr 1100 erbaut. Für den Bau des Klosters wurden verschiedene Ländereien in dessen Besitz übertragen. Am 7. Dezember 1124 übergab in Erfurt Richardis – Witwe des Markgrafen Rudolf von Stade – das Kloster Gerode dem Erzbischof Adalbert von Mainz. Dies ist zur Zeit der ältesteste Nachweis über Bischofferode und ist somit als Ersterwähnung von Bischofferode bekannt. Leider ist diese Urkunde nicht vollständig erhalten. Diese Originalurkunde ist im Landesarchiv Magdeburg archiviert. Eine Kopie dieser Urkunde vom Landesarchiv Magdeburg ist im Heimatmuseum in Großbodungen zu sehen und ist auf Anfrage und zum Tag des offenen Denkmals zu sehen.
1238 wurde das Rittergut Husen durch Bernhard von Worbis an das Kloster Gerode verkauft, 1293 verkaufte die Kirche in Dietenborn ihre Besitzungen in Bischofferode ebenfalls an das Kloster, der Ort bleibt dann bis 1803 im Besitz des Klosters. Die Bischofferöder Bauern erhielten Land in Erbpacht. 1572 wurde eine Gemeindeschenke gebaut. 1608 folgte die Grundsteinlegung der Marienkirche, der Kirchenbau konnte jedoch erst 1699, nach 90 Jahren Bauzeit, endgültig fertiggestellt werden. Bereits 1678 wurde die noch im Bau befindliche Marienkirche durch den Erfurter Bischof Kulusius geweiht.
Während des Dreißigjährigen Krieges wurde Bischofferode von der Pest heimgesucht (1625) und wurde mehrfach von schwedischen Truppen geplündert. In den Jahren 1670 bis 1672 entstanden in Bischofferode der Fachwerkbau der Mühle und die Bäckerei Redemann. Im Siebenjährigen Krieg wurde das Dorf von den Kriegsparteien besetzt und erneut ausgeplündert. 1771 prozessierten Einwohner von Bischofferode und Holungen erfolglos gegen den Abt des Klosters Gerode um Befreiung von ihren ererbten Diensten und Lasten.
Im 18. Jahrhundert hatte sich Bischofferode auf 118 Häuser und 636 Einwohner vergrößert. Am 3. August 1802 besetzten erneut preußische Truppen die Gegend. Damit endete die Herrschaft der Abtei Gerode über den Ort. 1803 wurde Bischofferode Amtsdorf. Zu dieser Zeit hatte es 134 Häuser und 851 Einwohner.
Bischofferode wurde 1815 Teil der preußischen Provinz Sachsen, Kreis Worbis zugeteilt. Bis zum Jahre 1816 ging die Einwohnerzahl auf 744 zurück. 1871 hatte der Ort aber nach einer Volkszählung bereits wieder 987 Einwohner, darunter 19 Analphabeten.
Am 1. Juli 1886 wurde die erste Poststelle der Gemeinde im Haus von Josef Wand eingerichtet. In den Jahren 1886 und 1887 wurde das Schulhaus erbaut. Bereits 1889 besuchten 237 Schüler diese Schule. 1900 hatte die Gemeinde 190 Häuser und fast 1000 Einwohner.
Bei der geologischen Prospektion durch Probebohrungen wurden in der Region reiche Kalisalzlagerstätten nachgewiesen. Unverzüglich wurde mit dem Aufbau erster Schachtanlagen und der erforderlichen Infrastruktur begonnen. Hierzu zählte auch die bereits im Oktober 1908 in Betrieb genommene Grubenbahnanlage zum Schacht Neubleicherode bei Hauröden. Zwei Jahre später, am 1. Oktober 1910 wurde der Streckenabschnitt Großbodungen–Bischofferode der Bahnstrecke Bleicherode Ost–Herzberg in Betrieb genommen (Verkehrseinstellung 1998).
Bischofferode wurde am 7. September 1926 von einer Gewitterfront heimgesucht; die durch Starkregen ausgelösten Überschwemmungen richteten große Schäden in der Ortschaft an.
1939 mussten erstmals polnische Zwangsarbeiter bei Bauern im Ort arbeiten, später kamen auch Ukrainer hinzu. 1940 trafen im Kaliwerk Bismarckshall die ersten von etwa 200 Zwangsarbeitern aus der Ukraine, Polen und Frankreich ein, die während des Zweiten Weltkrieges Zwangsarbeit leisten mussten. 1944 wurde im Bereich der Wintershall AG ein Lager für die Errichtung eines Außenkommandos des KZ Mittelbau-Dora bereitgestellt, in dem KZ-Häftlinge unter unmenschlichen Bedingungen Verlade- und Reparaturarbeiten an V2-Raketen leisten mussten. Die Gefangenen des Kommandos wurden 1945 in Richtung des KZ Bergen-Belsen „evakuiert“.
Am 10. April 1945 wurde Bischofferode durch US-amerikanische Truppen besetzt. Diese übergaben am 4. Juli 1945 den Ort an die Rote Armee.
Überregional bekannt wurde die Gemeinde Bischofferode vor allem durch den Hungerstreik der Bergarbeiter des Kalibergwerks „Thomas Müntzer“ gegen dessen beabsichtigte Schließung, die gleichwohl zum 31. Dezember 1993 vollzogen wurde (siehe hierzu auch Holungen). Am 22. Mai 1998 verlor der Ort nach Aufgabe der Bahnstrecke schließlich auch seinen Bahnanschluss.
Am 1. Dezember 2010 wurde Bischofferode mit den Gemeinden Großbodungen und Neustadt zur Gemeinde Am Ohmberg zusammengeschlossen und verlor damit seine Eigenständigkeit.

### Aufnahmen aus dem Jahr 1986

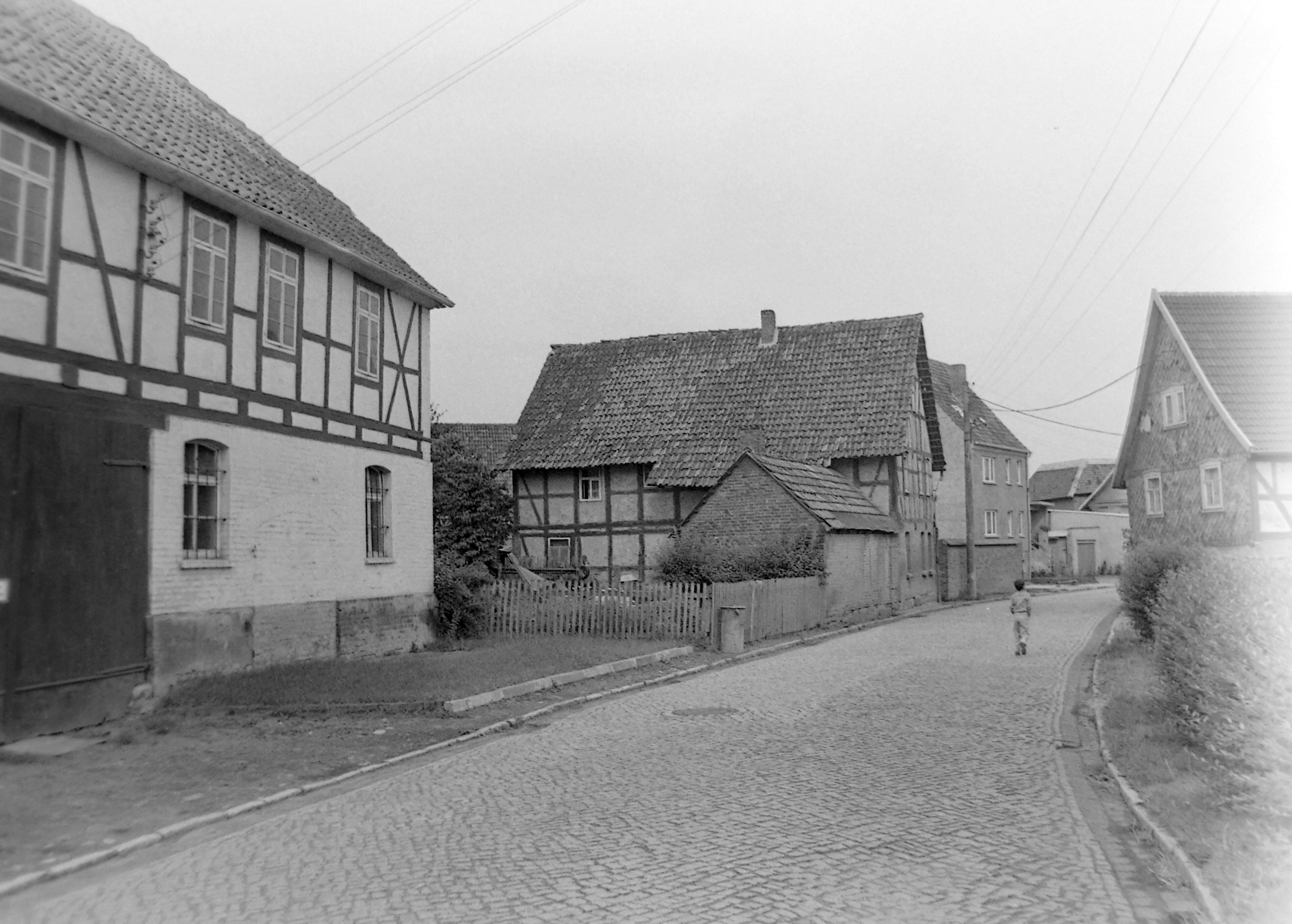
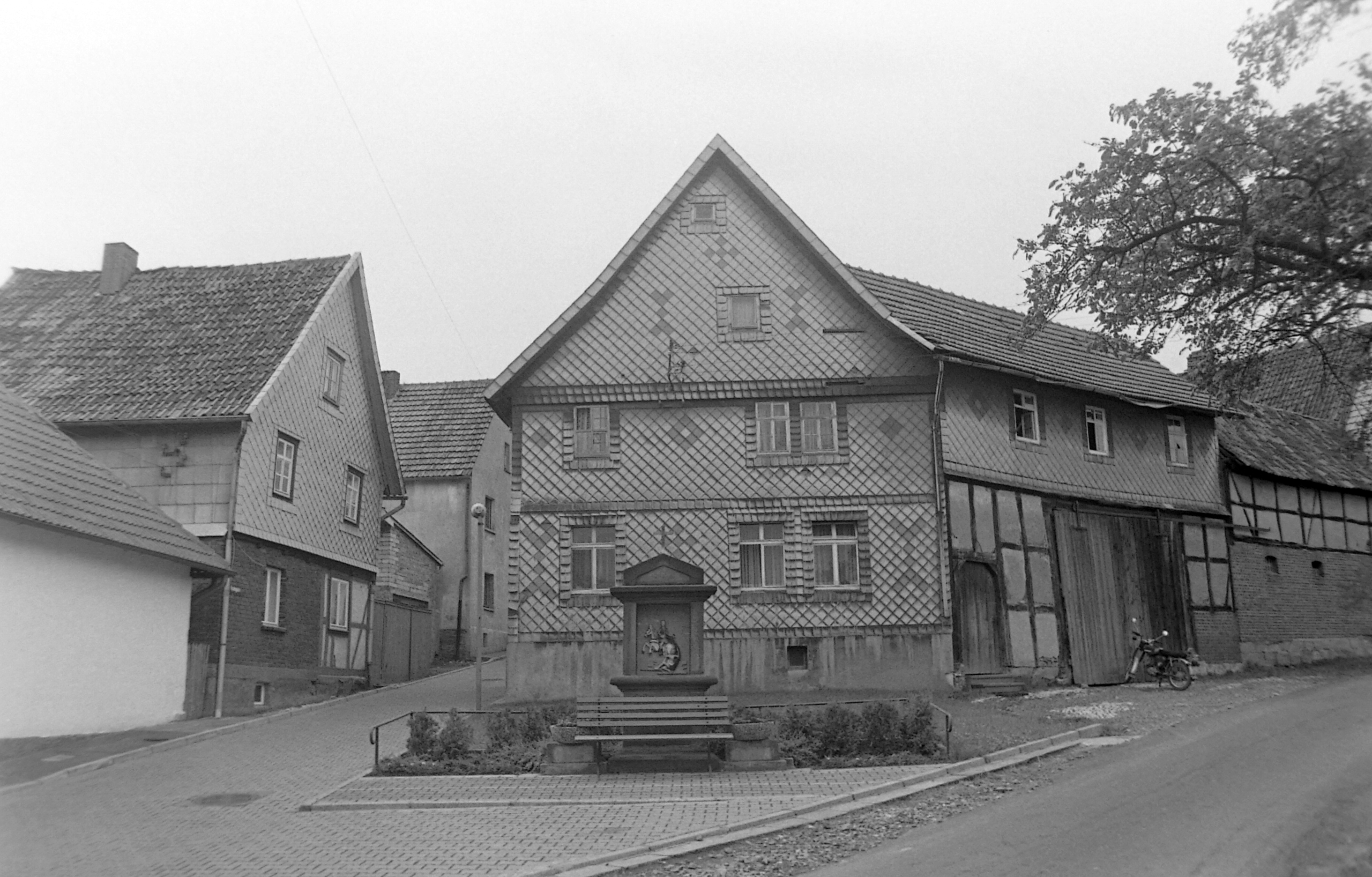
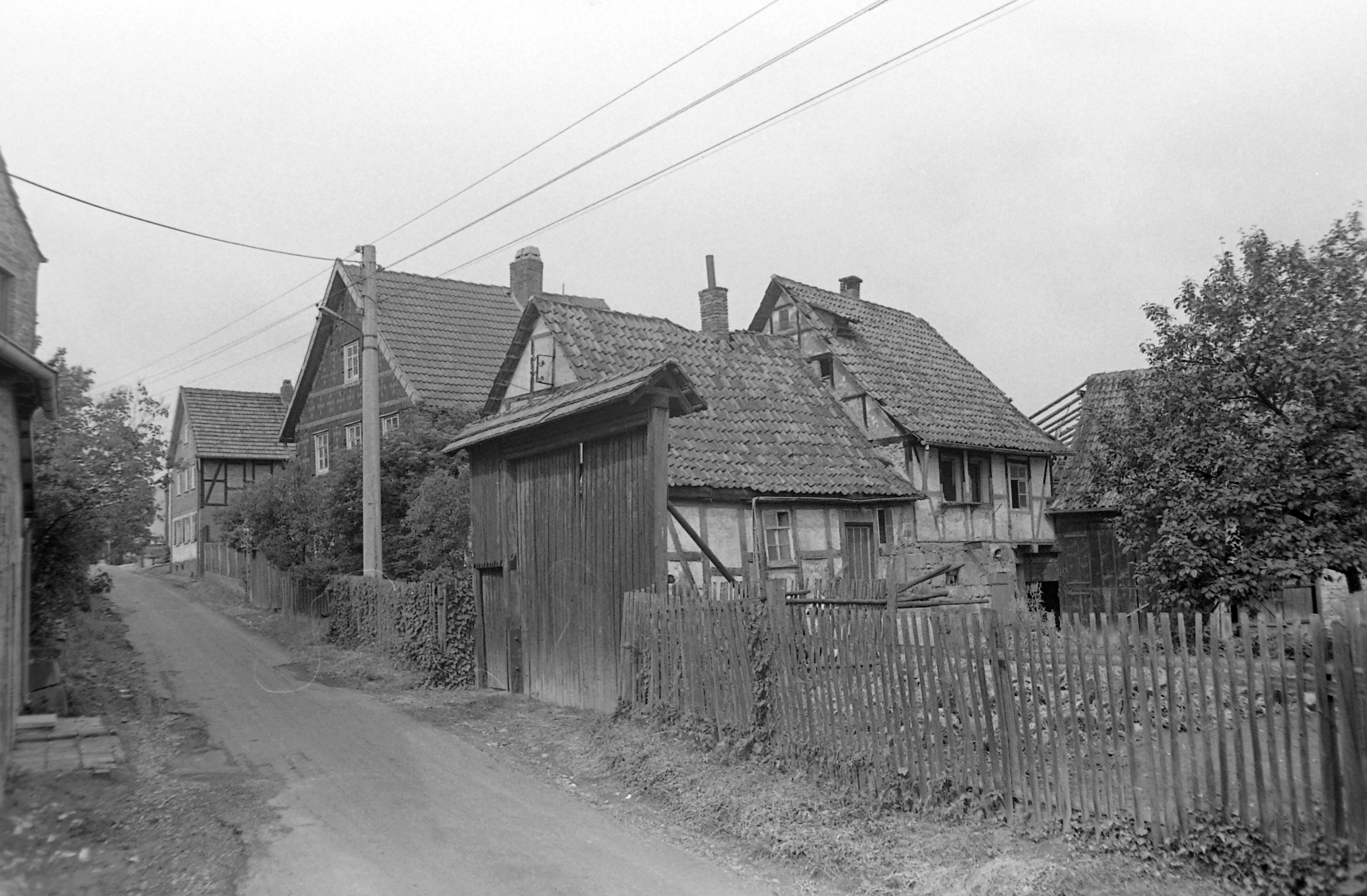
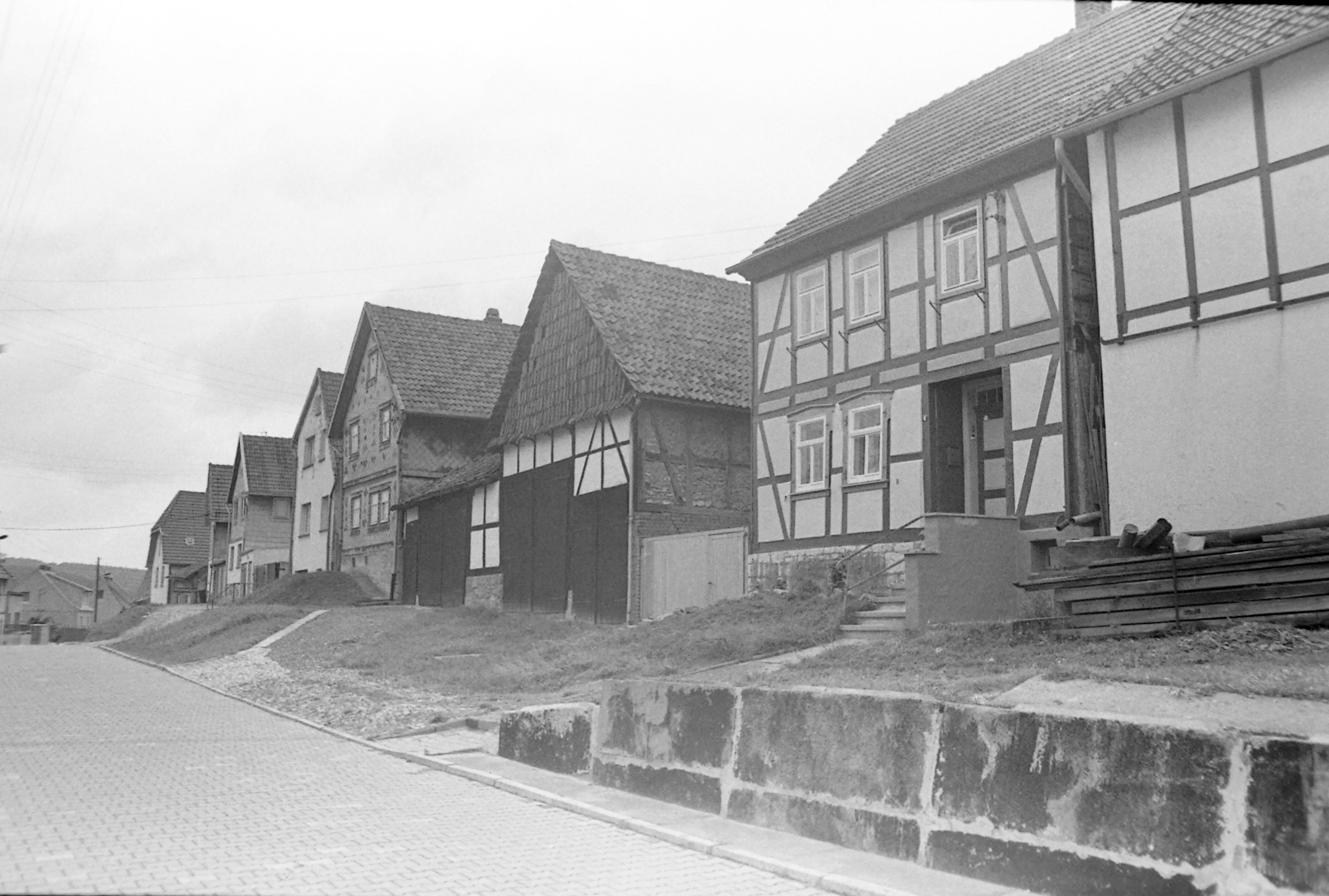
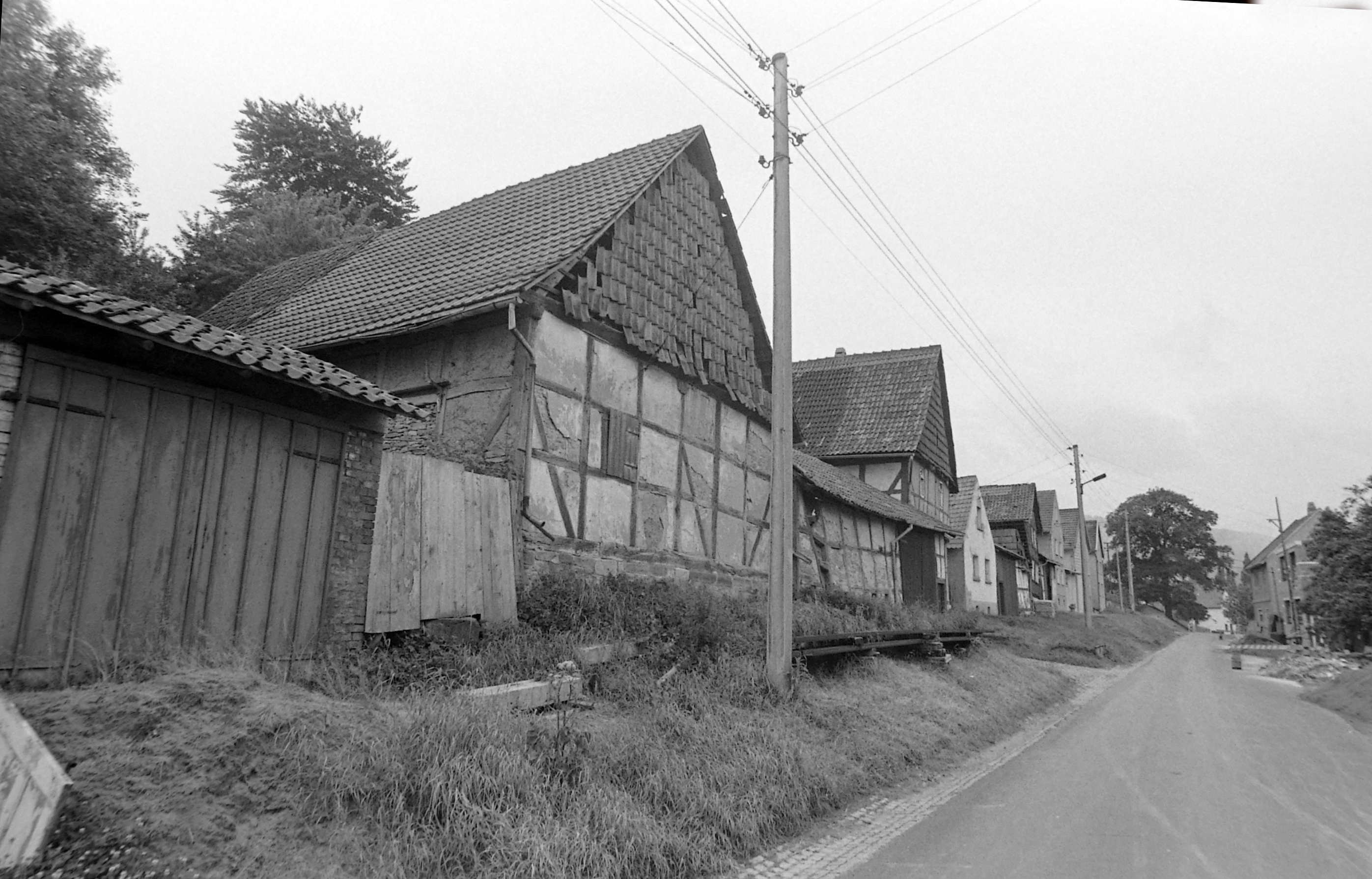
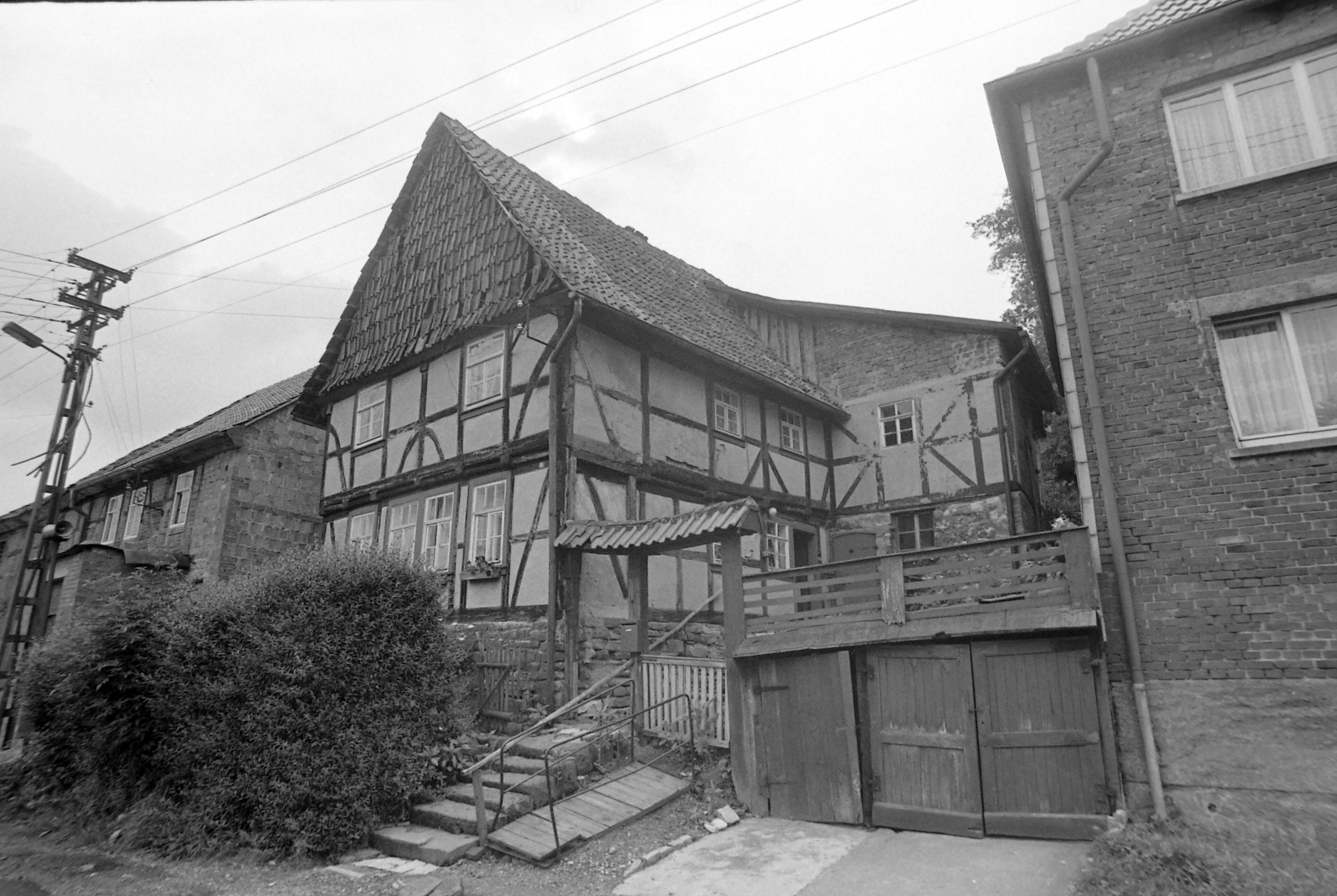
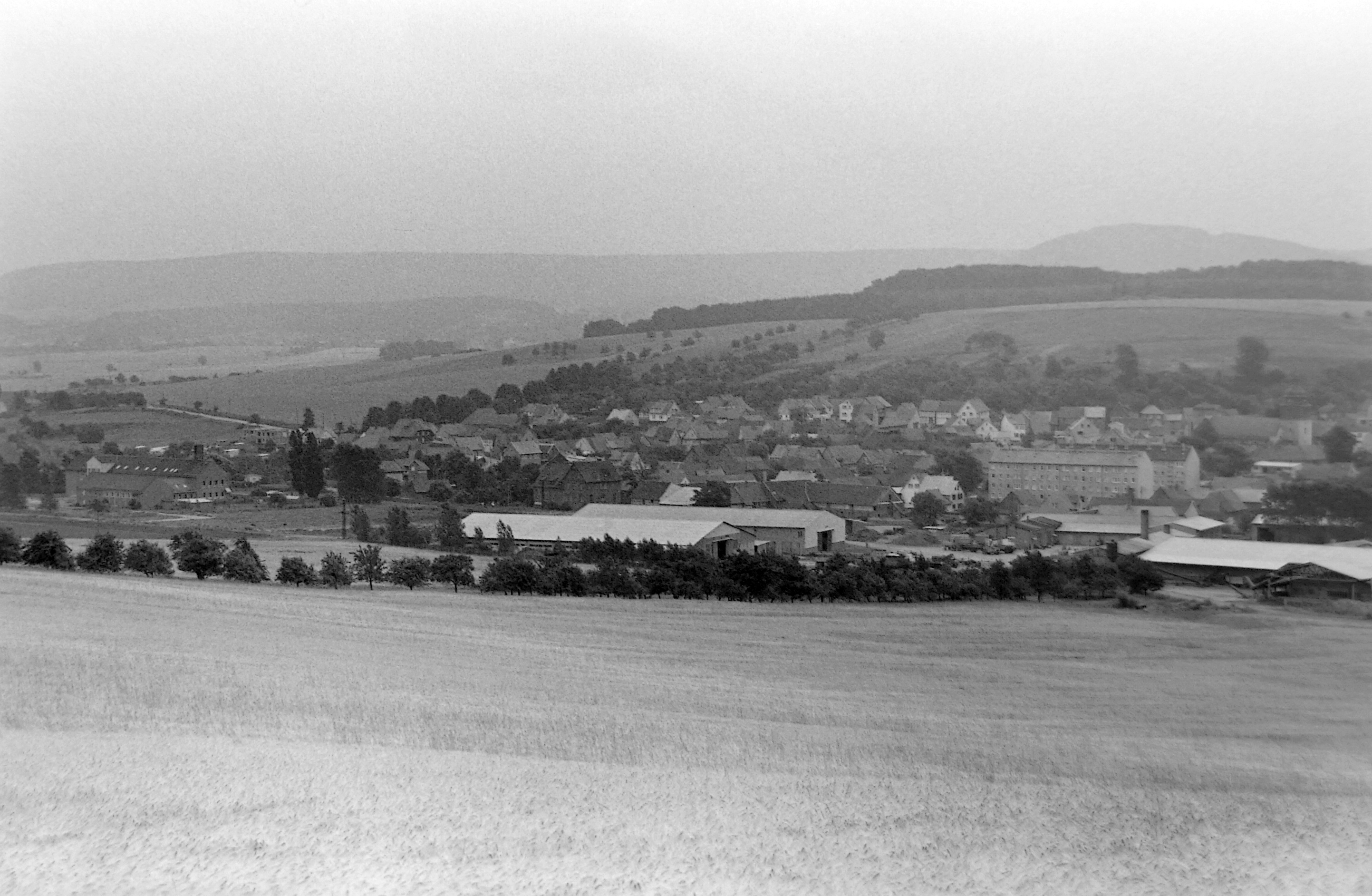
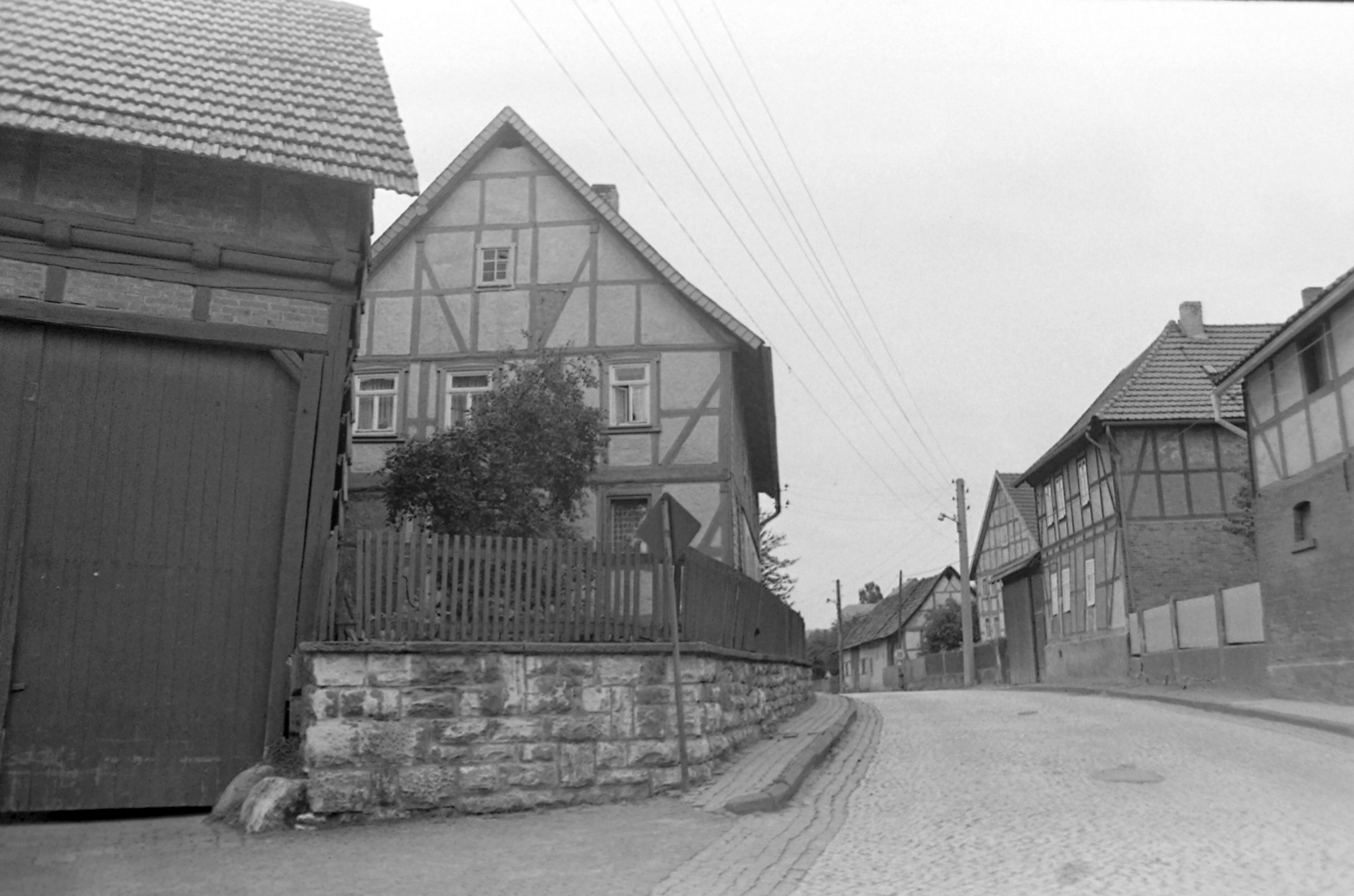

### Einwohnerentwicklung
Entwicklung der Einwohnerzahl (31. Dezember):
| Jahr | Einwohner |
| ---- | --------- |
| 1933 | 1139      |
| 1939 | 1181      |
| 1946 | 1405      |
| 1950 | 1664      |
| 1956 | 1685      |
| 1961 | 1711      |

| Jahr | Einwohner |
| ---- | --------- |
| 1964 | 1910      |
| 1971 | 2600      |
| 1980 | 2810      |
| 1983 | 2779      |
| 1985 | 2830      |
| 1990 | 2770      |

| Jahr | Einwohner |
| ---- | --------- |
| 1992 | 2665      |
| 1993 | 2671      |
| 1994 | 2693      |
| 1995 | 2626      |
| 1996 | 2573      |
| 1997 | 2495      |

| Jahr | Einwohner |
| ---- | --------- |
| 1998 | 2312      |
| 1999 | 2263      |
| 2000 | 2168      |
| 2001 | 2206      |
| 2002 | 2182      |
| 2003 | 2133      |

| Jahr | Einwohner |
| ---- | --------- |
| 2004 | 2110      |
| 2005 | 2063      |
| 2006 | 1991      |
| 2007 | 1953      |
| 2008 | 1917      |
| 2009 | 1913      |

Datenquelle (ab 1994): Thüringer Landesamt für Statistik

## Wappen
Blasonierung: „Zweigeteilt, unten in Gold eine Rodehacke, oben auf Blau ein Bischofsstab.“
Das Wappen von Bischofferode ist ein farblich zweigeteilter Schild. Im oberen Bereich ist ein goldener Bischofsstab auf blauem Grund und im unteren Bereich eine Rodehacke auf gelbem Grund zu sehen. Es zeigt die Entstehung des Ortsnamens. Die Abgaben des Dorfes erhielt der Bischof und um Fläche für den Ort zu schaffen, musste der Wald mit der Rodehacke gerodet werden.

## Sehenswürdigkeiten

### Bergbaumuseum Bischofferode
Das Bergbaumuseum wurde von Mitgliedern des Thomas-Müntzer-Kalivereins Bischofferode im ehemaligen Betriebsambulatorium des Kaliwerkes Bischofferode in den Jahren 1996–1999 aufgebaut. Das Museum zeigt Exponate, Geräte und Ausstellungsstücke aus der Geschichte des Bergwerkes und zu den Arbeitsbedingungen Untertage. Weiterhin werden eine Mineraliensammlung und historische Bergmanmuniformen ausgestellt. Ein weiterer Schwerpunkt der Ausstellung ist die Dokumentation des Arbeitskampfes der Kumpel bis zur Schließung des Bergwerkes im Jahr 1993. Wegen finanzieller Probleme ist ein dauerhafter Erhalt des Museums nicht gesichert.

### Weitere Sehenswürdigkeiten
- Katholische Kirche „Maria Geburt“: 1930 erfolgte der Abbruch des alten Kirchenschiffes und die Einrichtung einer Notkirche. 1932 wurde der Neubau der heutigen Kirche beendet.
- Natursteingrotte neben der Kirche

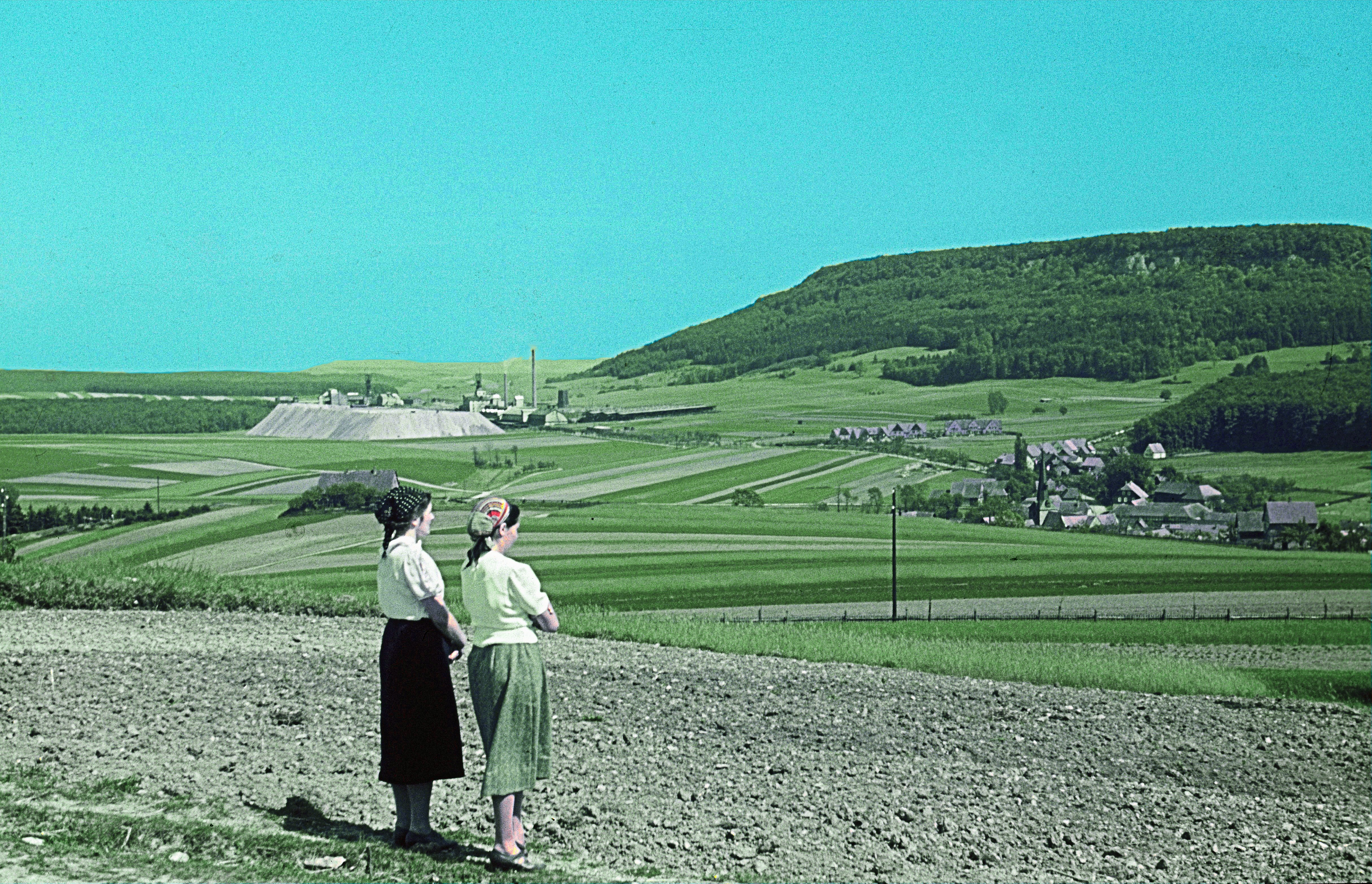
Kalibergwerk Bischofferode, rechts Holungen (1942)

- Bildstöcke in der Ortslage und in der Flur
- Felsbildungen bei der „Wilden Kirche“ am Ohmberg.

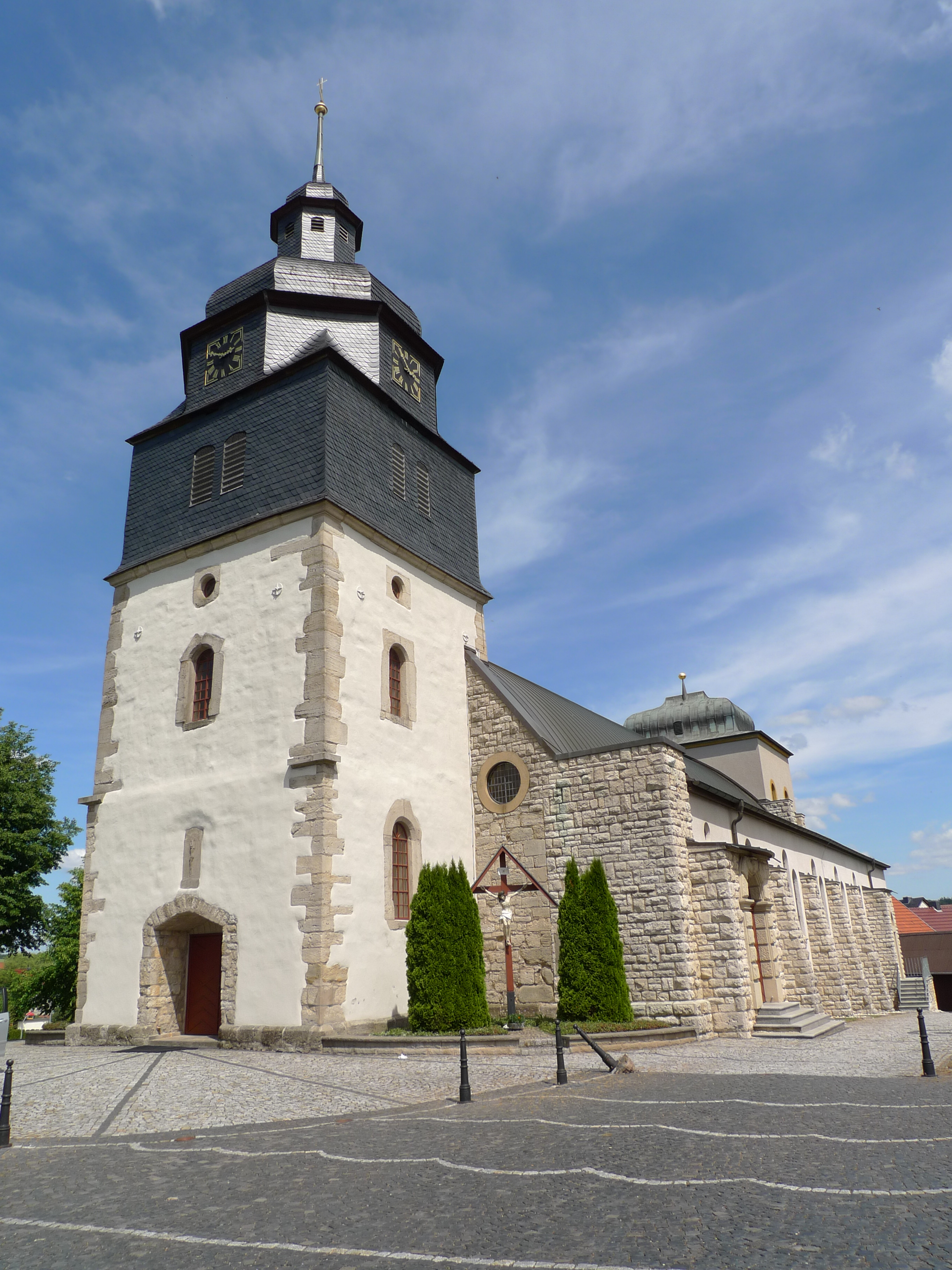
Westseite der Kirche
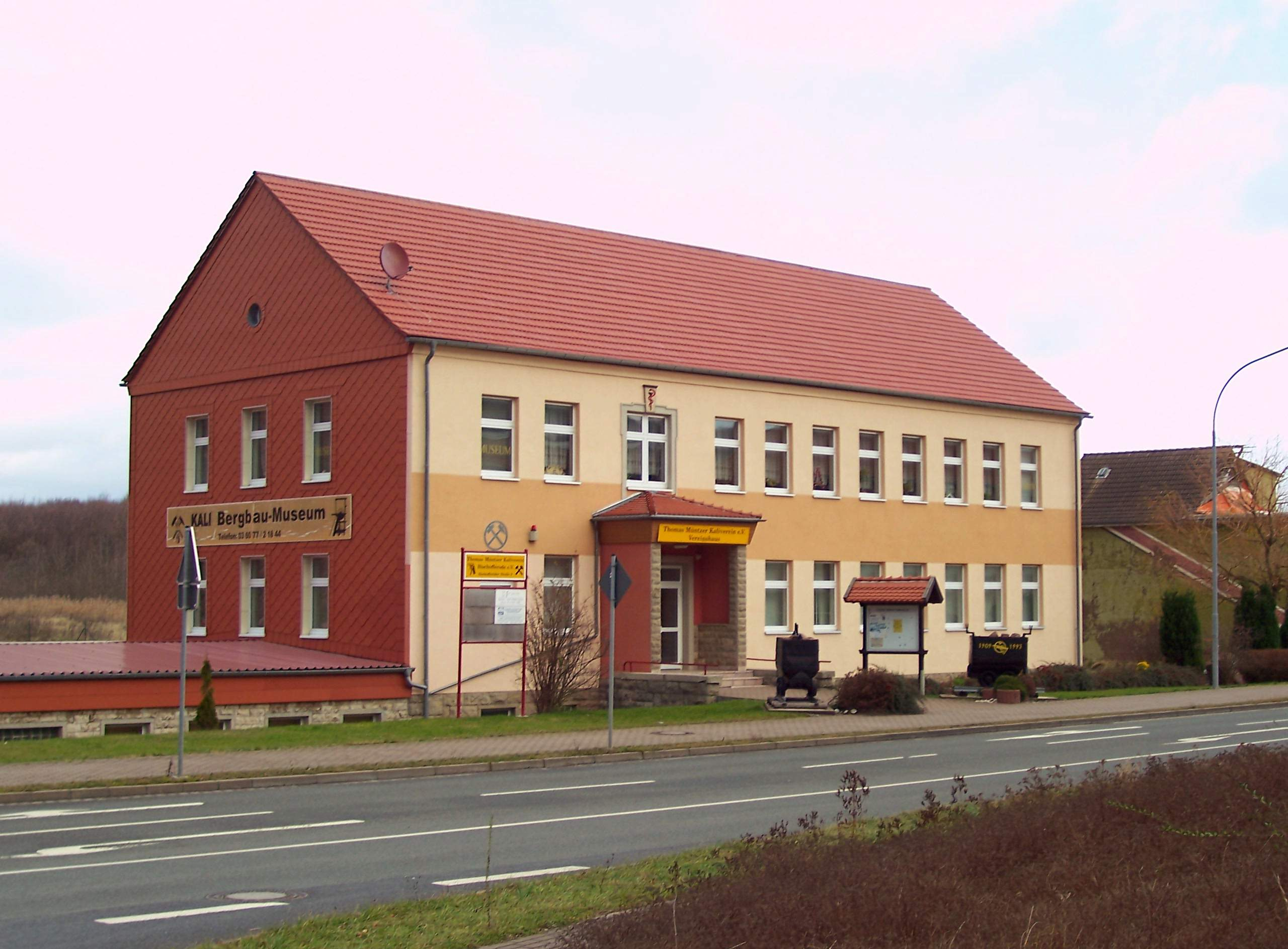
Bergbaumuseum
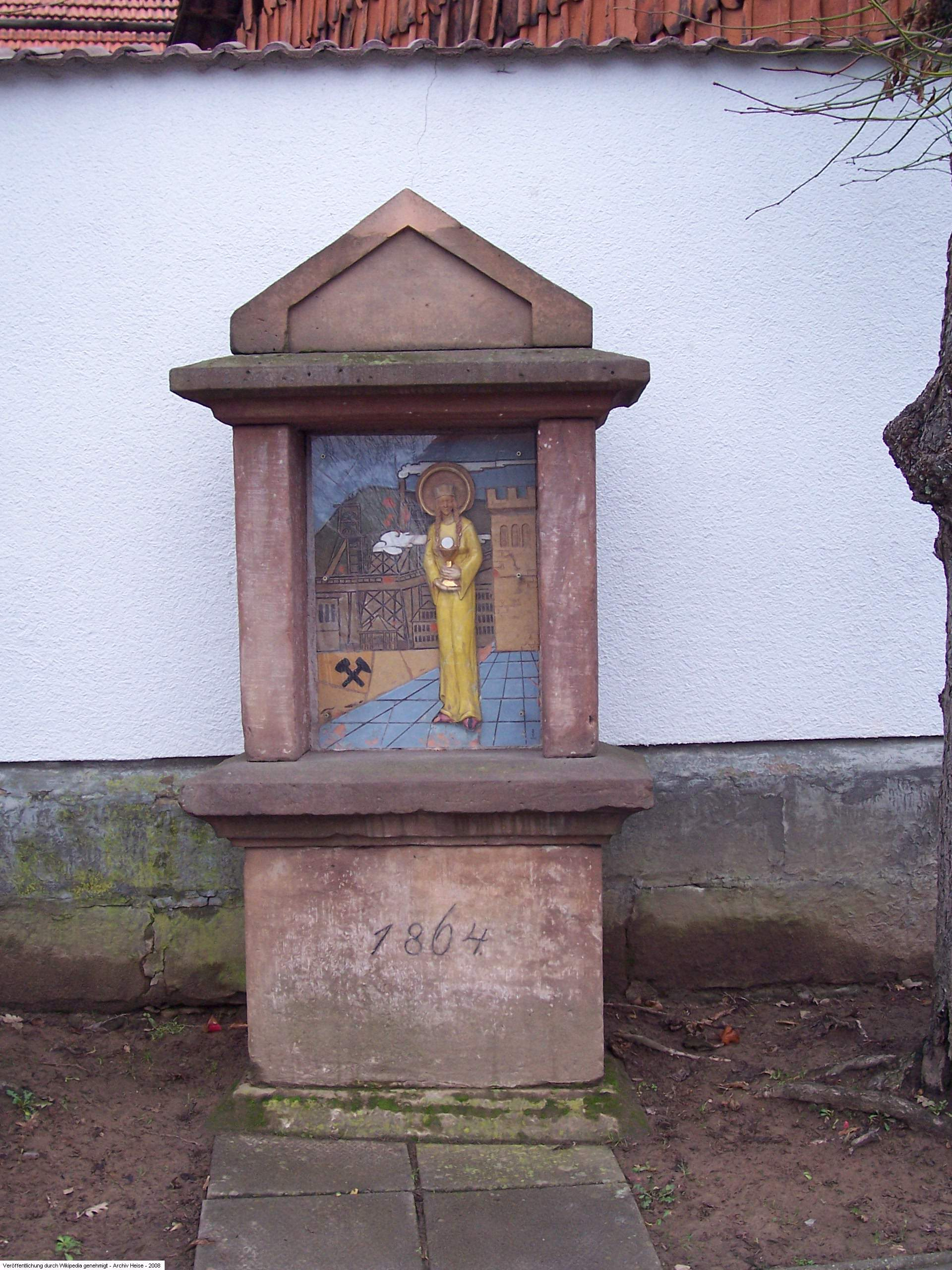
Bildstock – Oberreihe
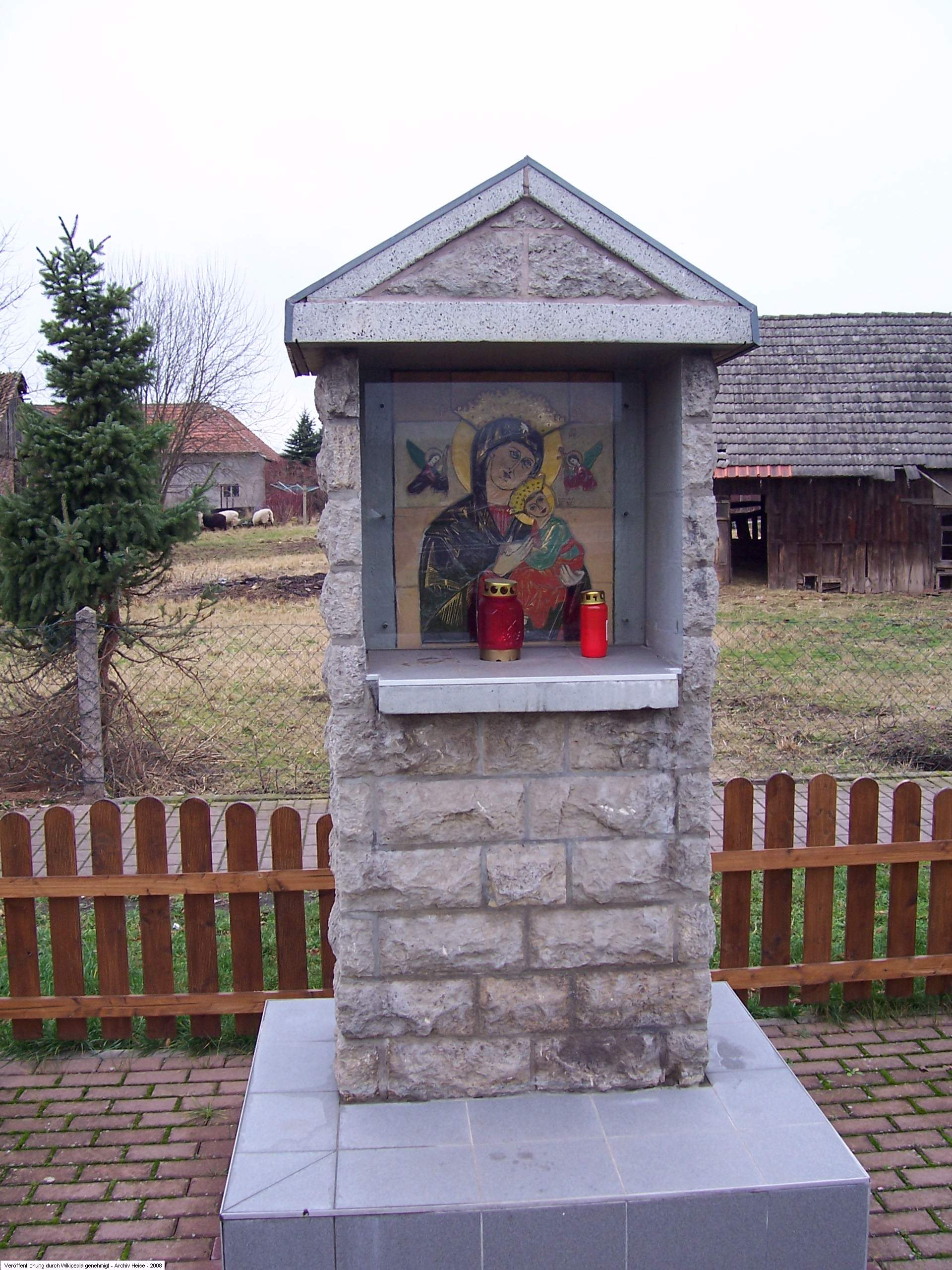
Bildstock – Weißenborner Straße
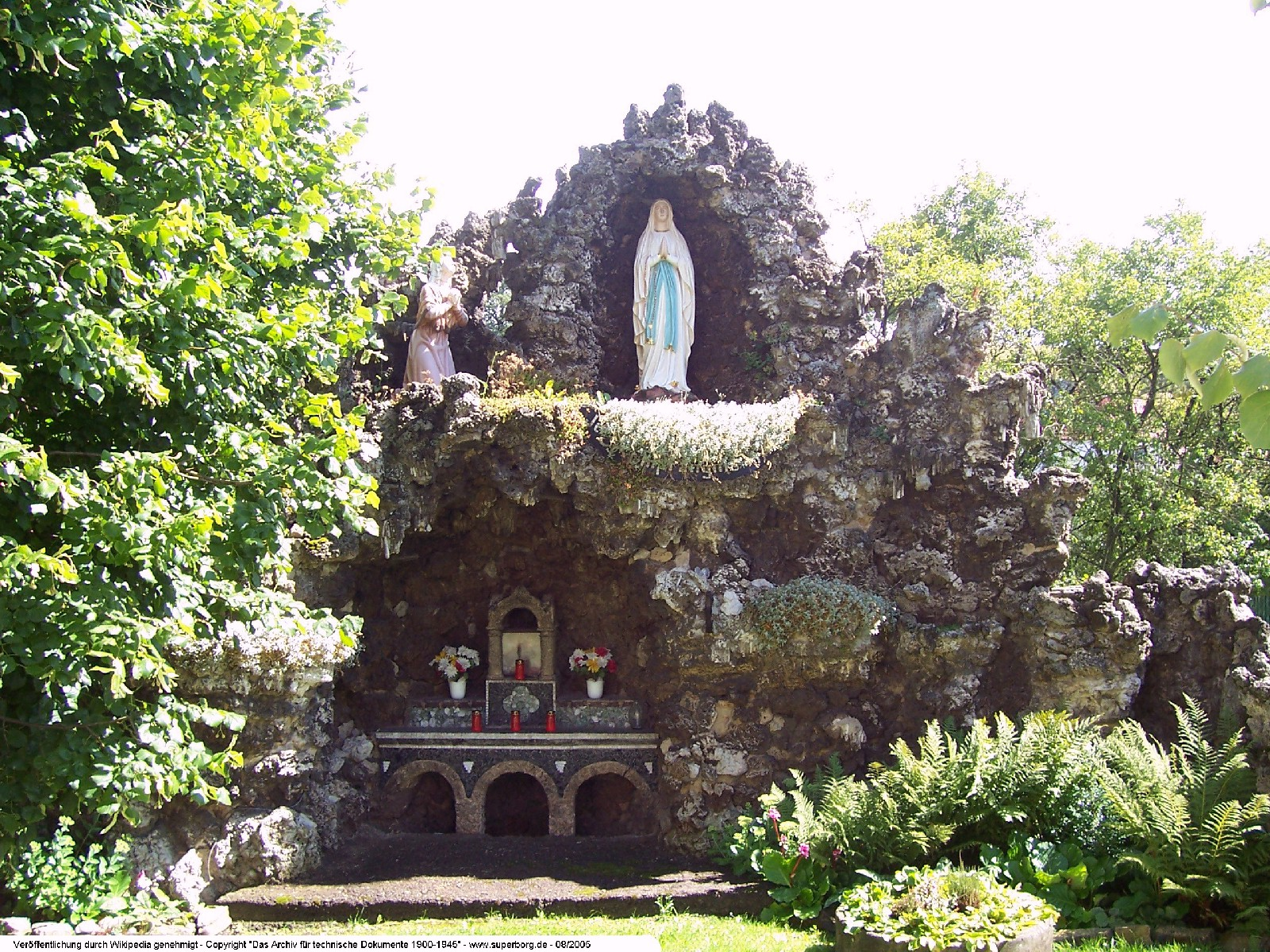
Natursteingrotte neben der Kirche

## Bergbau
1909 wurde in den Gemarkungen von Bischofferode und Holungen die Kaligewerkschaft Bismarckshall eröffnet. Ab 1927 unter der Wintershall AG und ab 1953 als volkseigenes Kaliwerk Thomas Müntzer wurde bis zum 31. Dezember 1993 Kalisalz gefördert und verarbeitet.
Die Proteste der Kalikumpel im Vorfeld der Schließung des Werkes zu Beginn der 1990er Jahre erregten kurzzeitig bundesweite Aufmerksamkeit. Der Schriftsteller Volker Braun hat die Schließung der Grube in Bischofferode in seiner 2011 erschienenen Erzählung Die hellen Haufen literarisch verarbeitet.

## Persönlichkeiten

### Söhne und Töchter der Stadt
- Gerhard Jüttemann (* 10. Oktober 1951), Mitglied des 13. und 14. Deutschen Bundestages (PDS)

### Weitere Persönlichkeiten
- Josef Averesch CSsR (1902 – 1949), Römisch-katholischer Ordensgeistlicher und Opfer des Nationalsozialismus. Er leistete im Januar 1941 im Anschluss an eine dreitägige Gemeindemission in der Pfarrei St. Marien eine vierwöchige Vertretung des damaligen Pfarrers und wurde im Zusammenhang mit dieser seelsorgerischen Tätigkeit denunziert.[7]